# Rompon
Rompon (okzitanisch gleichlautend) ist eine französische Gemeinde mit 1.141 Einwohnern (Stand: 1. Januar 2022) im Département Ardèche in der Region Auvergne-Rhône-Alpes. Rompon gehört zum Arrondissement Privas und zum Kanton Le Pouzin (bis 2015: Kanton La Voulte-sur-Rhône). Die Einwohner werden Romponais(es) genannt.

## Geografie
Rompon liegt etwa 15 Kilometer südsüdwestlich von Valence an der Rhône, der die Gemeinde im Nordosten begrenzt. Umgeben wird Rompon von den Nachbargemeinden Saint-Laurent-du-Pape im Norden, La Voulte-sur-Rhône im Nordosten, Livron-sur-Drôme im Osten und Nordosten, Le Pouzin im Osten und Südosten, Baix im Süden, Saint-Julien-en-Saint-Alban im Südwesten sowie Saint-Cierge-la-Serre im Westen und Nordwesten.

## Bevölkerungsentwicklung
| Jahr                       | 1962 | 1968 | 1975 | 1982 | 1990 | 1999 | 2006 | 2014 |
| -------------------------- | ---- | ---- | ---- | ---- | ---- | ---- | ---- | ---- |
| Einwohner                  | 522  | 513  | 451  | 563  | 722  | 863  | 966  | 1030 |
| Quellen: Cassini und INSEE |      |      |      |      |      |      |      |      |

## Sehenswürdigkeiten
- Kirche Saint-Martin
- alte Kirche
- Lagerstätte von Fossilien des Jurassischen Zeitalters
- Höhle von Payre

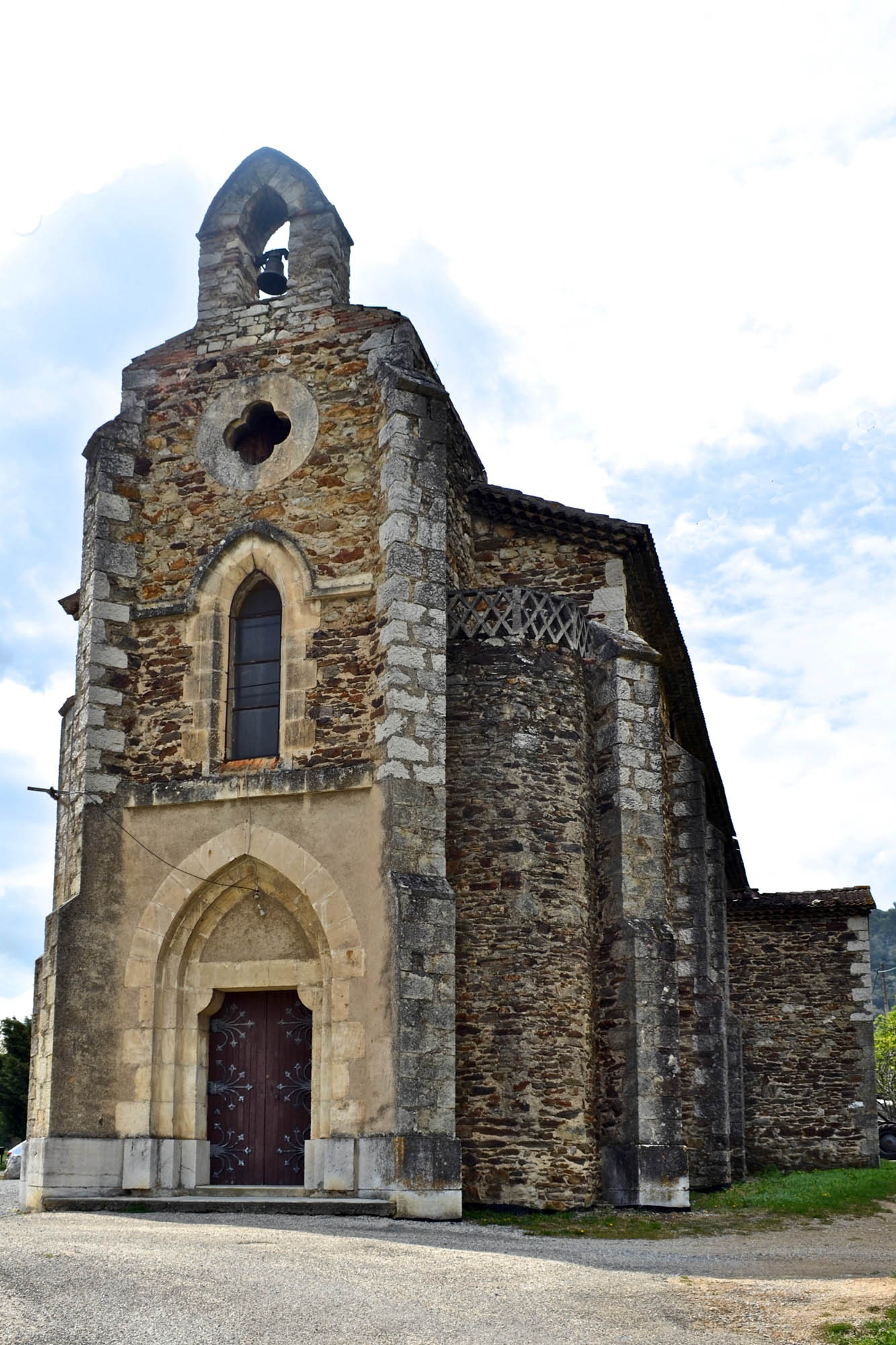
Kirche Saint-Martin
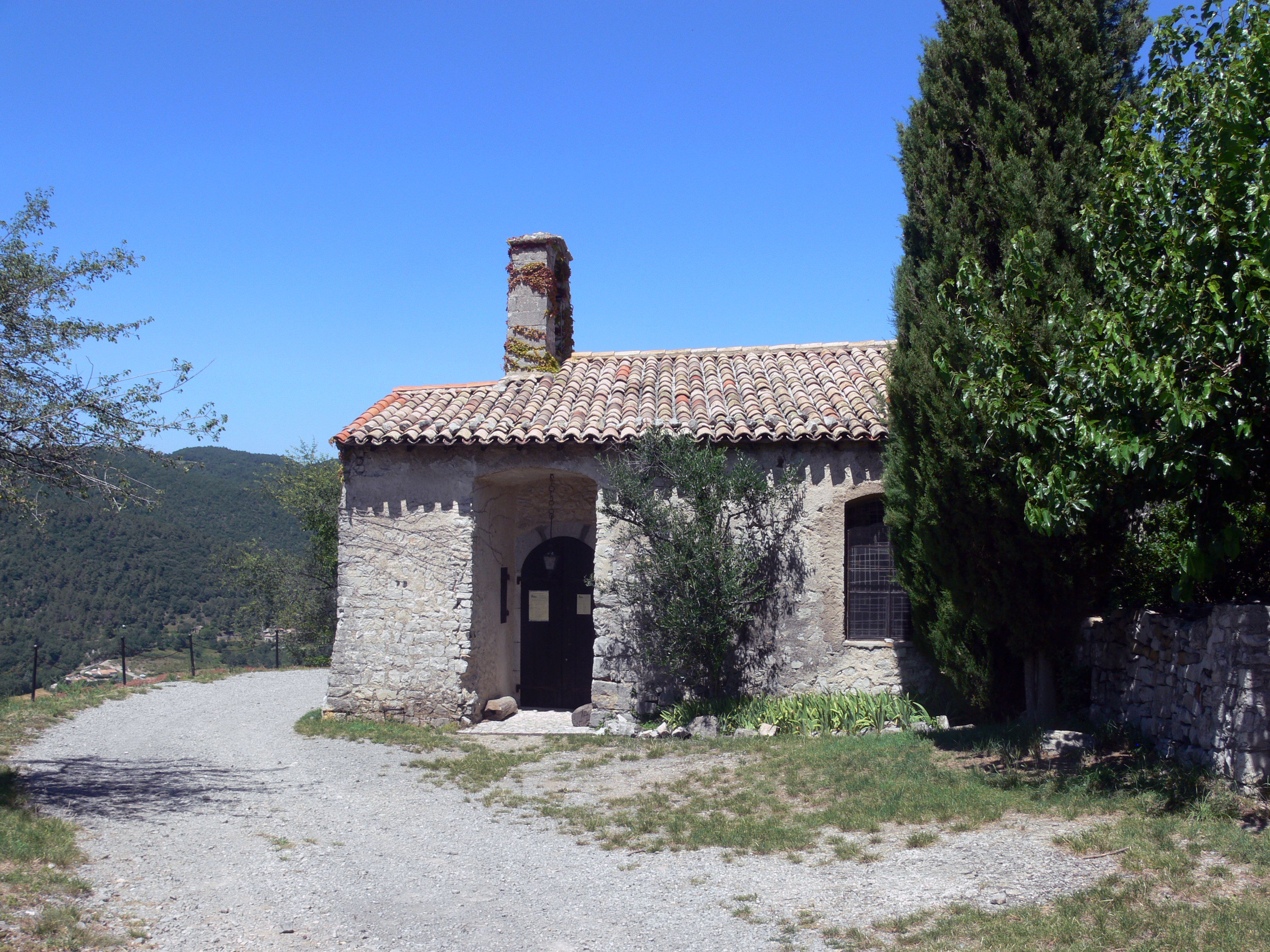
Alte Kirche